# Leptochloa neesii
Leptochloa neesii är en gräsart som först beskrevs av George Henry Kendrick Thwaites, och fick sitt nu gällande namn av George Bentham. Leptochloa neesii ingår i släktet spretgräs, och familjen gräs. IUCN kategoriserar arten globalt som livskraftig. Inga underarter finns listade i Catalogue of Life.